# Абха
Абха (арап. أبها) је главни град провинције Асир у Саудијској Арабији. Налази се на 2.200 метара надморске висине. Близу града се налази Национални парк Абха.